# Étienne-Louis Boullée
Étienne-Louis Boullée (* 12. Februar 1728 in Paris; † 6. Februar 1799 ebenda) war ein klassizistischer französischer Architekt.

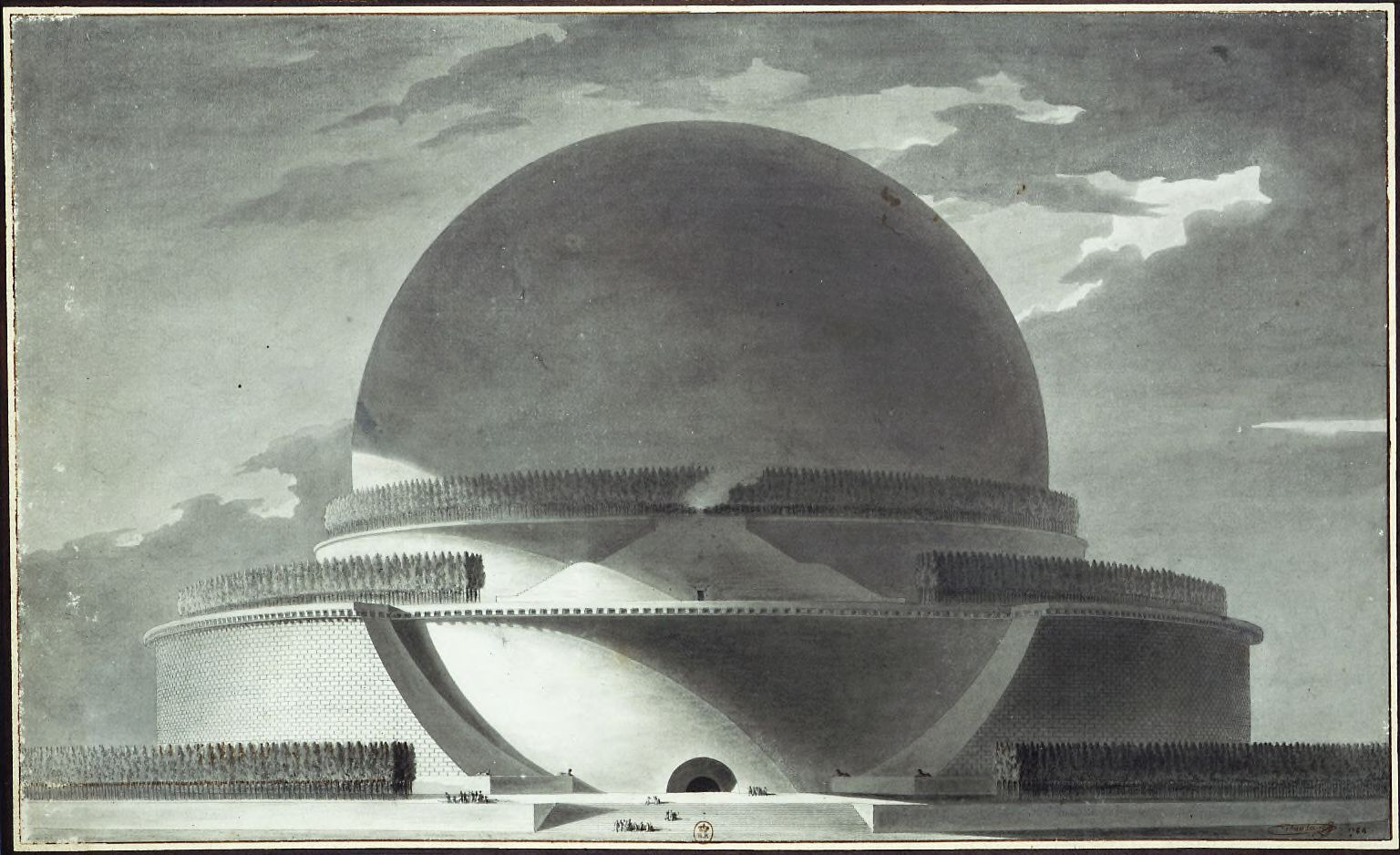
Boullée: Entwurf eines Kenotaphs für Isaac Newton, 1784

## Werdegang und Wirken
Neben Claude-Nicolas Ledoux ist Boullée als Hauptvertreter der französischen Revolutionsarchitektur bekannt geworden. Diese Strömung in der Architektur brach mit der barocken Tradition und propagierte einen kargen, monumentalen Klassizismus, der den imperialen Herrschaftsanspruch anzeigte. Dabei zeigt sich eine Beeinflussung durch den Geist der Aufklärung. Er entwarf zahlreiche meist öffentliche Bauten, die wegen ihrer übersteigerten Dimensionen nicht zu realisieren waren. 
Boullée wurde als Sohn des Architekten Louis-Claude in Paris geboren. Obwohl er zunächst Maler werden wollte, drängte ihn sein Vater dazu, auch Architekt zu werden. Von ihm lernte er früh die Techniken des Konstruierens und Vermessens. Boullée studierte an der Architekturakademie bei Jacques-François Blondel, Germain Boffrand und Jean Laurent Legeay, von dem er das Wiederaufleben der klassischen Architektur im 17. und 18. Jahrhundert vermittelt bekam. Wichtige architektonische Themen waren dabei die Geometrisierung, die Strenge und die Logik. Schon 1747, im Alter von 19 Jahren, erhielt Boullée einen Ruf als Professor an die École des Ponts et Chausées in Paris.   
1762 wurde er in die französische königliche Akademie für Architektur gewählt. Er baute zwischen 1762 und 1778 eine Reihe von Privathäusern, von denen die meisten jedoch nicht mehr existieren. Ausnahme ist das 1763 erbaute Stadtpalais Hôtel Alexandre, das als einziges vollständig erhaltenes Werk gilt. Das von Boullée zwischen 1774 und 1779 realisierte Hôtel de Brunoy in Paris wurde 1930 zerstört.
Seinen größten Einfluss entfaltete er zwischen 1778 und 1788 als Lehrer und Theoretiker an der École Nationale des Ponts et Chaussées, wo er einen unverwechselbaren abstrakten Stil entwickelte, der von klassischen Formen inspiriert war. Daneben verwendete Boullée die Natur als wichtiges Vorbild seiner Entwürfe: Sie sollten für ihn eine ähnliche Wirkung wie Naturbilder und Naturstimmungen entfalten. In seinen Entwürfen verzichtete er konsequent auf funktionslose Ornamentierung und vergrößerte einfache Formen wie Kugeln und Säulen ins Monumentale. Er entwickelte die Idee, dass die Architektur ihren Zweck ausdrücken sollte – eine Doktrin, die er „sprechende Architektur“ (architecture parlante) nannte. 
Am eindrucksvollsten zeigt sich dieser Stil in seinem Entwurf eines Kenotaphs für Isaac Newton, das er als Kugel mit einer Höhe von 150 Metern zeichnete. Die Kugel ruhte auf einem doppelten ringförmigen Sockel, der von Zypressen bekrönt war. Der Innenraum wurde von Boullée – ganz im Stile heutiger Planetarien – als gestirnter Nachthimmel konzipiert.
1790 erkrankte Boullée schwer und vererbte 1793, sechs Jahre vor seinem Tod, sein Manuskript und seine Zeichnungen dem französischen Staat.

## Nachwirkung
Boullées Ideen übten einen großen Einfluss auf seine Zeitgenossen aus, nicht zuletzt deshalb, weil er Lehrer weiterer wichtiger Architekten war, darunter Jean-François-Thérèse Chalgrin, Alexandre Théodore Brongniart und Jean-Nicolas-Louis Durand.
Teilweise wurden seine Entwürfe erst im 20. Jahrhundert bekannt; sein Buch Architektur, Abhandlung über die Kunst, in dem er sich für einen emotional engagierten Klassizismus aussprach, wurde erst 1953 veröffentlicht. Das Buch enthielt sämtliche Entwürfe aus der Zeit zwischen 1778 und 1788, meist Ideen für öffentliche Gebäude, jedoch fast alle in kaum ausführbarer Größe. 
Boullées Vorliebe für übergroße Entwürfe führte dazu, dass er sowohl als Megalomane als auch als Visionär charakterisiert wurde. Seine Vorliebe für Polaritäten (Verwendung gegensätzlicher Design-Elemente) und die Nutzung von Licht und Schatten war innovativ. Im 20. Jahrhundert wiederentdeckt, beeinflusste er Architekten wie den Italiener Aldo Rossi und Louis I. Kahn.
Der Film Der Bauch des Architekten (The Belly of an Architect) des englischen Filmemachers Peter Greenaway aus dem Jahr 1987 zeigt mehrere Entwürfe von Boullée.

## Bauwerke (Auswahl)
- 1752: Gestaltung des Kirchenraums und der Marienkapelle in der Kirche Saint-Roch in Paris (zusammen mit Jean-Baptiste Pierre und dem Bildhauer Étienne-Maurice Falconet)
- 1754: Gestaltung der Kalvarienberg-Kapelle in der Kirche Saint-Roch in Paris (zusammen mit Étienne-Maurice Falconet und dem Hofmaler Pierre-Antoine Demachy)
- 1759: Plan für die Querschiffkapellen der Kirche Saint-Roch in Paris
- 1761: Schloss für Robert Millin in Perreux (blieb wegen Geldmangels unvollendet und wurde 1910 zerstört)
- 1763: Haus (Stadtpalais) für M. Alexandre in Paris
- 1764: Hotels für M. de Monville (zerstört)
- 1764: Rekonstruktion des Schlosses von Chaville (1800 zerstört)
- 1768: Haus für M. de Pernon in der Chausée d’Antin (1862 zerstört)
- 1769: Hotel in der Chausée d’Antin für den Baron von Thun in Paris (1852 zerstört)
- 1769: Arbeiten am Hotel de Villeroy für den Comte de Tessé in Paris
- 1771: Umbau eines Hauses für M. Beaujon in Issy (1930 zerstört)
- 1776: Innenraumgestaltung der Appartements des Comte d’Artois im Palais du Temple in Paris
- 1778: Umbau des Hotels d’Evreux (Elysée-Palast) in Paris
- 1779: Hotel de Brunoy in Paris (1930 zerstört)
- 1782: Gefängnis im Hotel de la Force in Paris (zerstört)
- 1783: Rekonstruktion des Schlosses Chauvry (1817 zerstört)
- 1784: Gestaltung des Eingangs zur Börse in der Rue Vivienne in Paris (zerstört)
- 1787: Verkleidung der Brücke von Perronet
- 1788: Umbau des Hotels Langlée zur königlichen Lotterie

## Entwürfe (Auswahl)

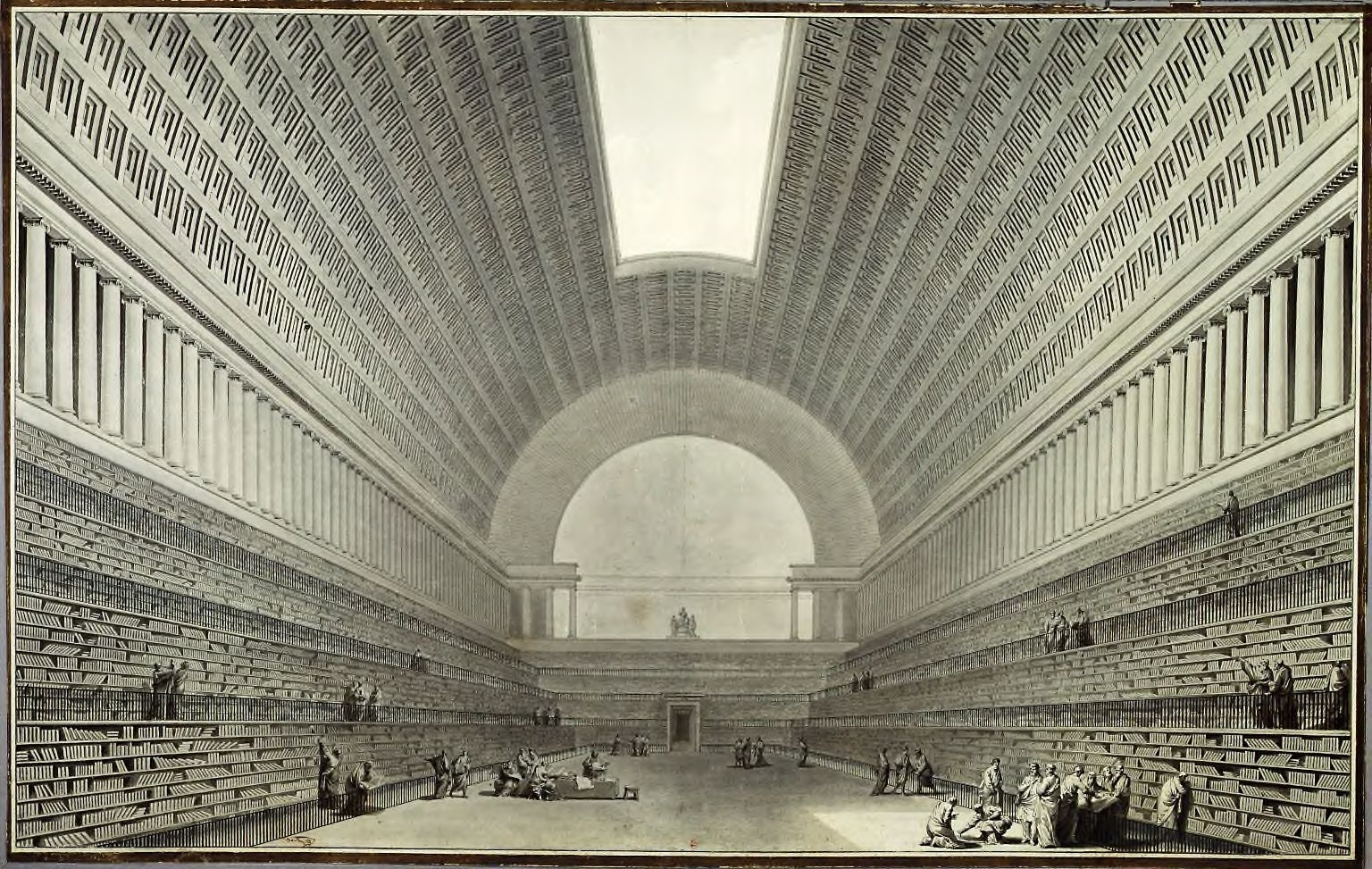
Boullée: Entwurf für eine Königliche Bibliothek (Nationalbibliothek), 1784

- 1755: Rekonstruktionsprojekt der städtischen Münze
- 1761: Projekt eines Eingangs für das Krankenhaus der Charité
- 1764: Projekt für den Palais Bourbon in Paris
- 1764: Projekt für zwei Doppelhäuser in der Rue d’Anjou und Rue Saint-Honoré in Paris
- 1780: Projekt für das Schloss Versailles in Paris (Wettbewerb)
- 1781: Entwurf der Métropole
- 1781: Projekt für ein Theater
- 1783: Projekt für ein Museum
- 1784: Entwurf eines Kenotaphen für Isaac Newton
- 1784: Entwurf für eine königliche Bibliothek
- 1785: Projekt für einen Lesesaal der Königlichen Bibliothek in der Rue Richelieu
- 1785: Projekt für einen königlichen Palast in Saint-Germain
- 1792: Entwurf eines National- und Munizipalpalastes[4]

## Werke
- Boullée’s Treatise on Architecture. A complete presentation of the architecture. Essai sur l'art, which forms part of the Boullée papers (MS 9153) in the Bibliothèque Nationale, Paris. Edited [mit engl. Anm.] by Helen Rosenau, London: Tiranti, 1953 (The Tiranti Library ; 3).
- Architektur. Abhandlung über die Kunst. Einführung von Adolf Max Vogt. Übersetzt von Hanna Böck, Zürich, Artemis, 1987.